# Stadtkirche Nossen

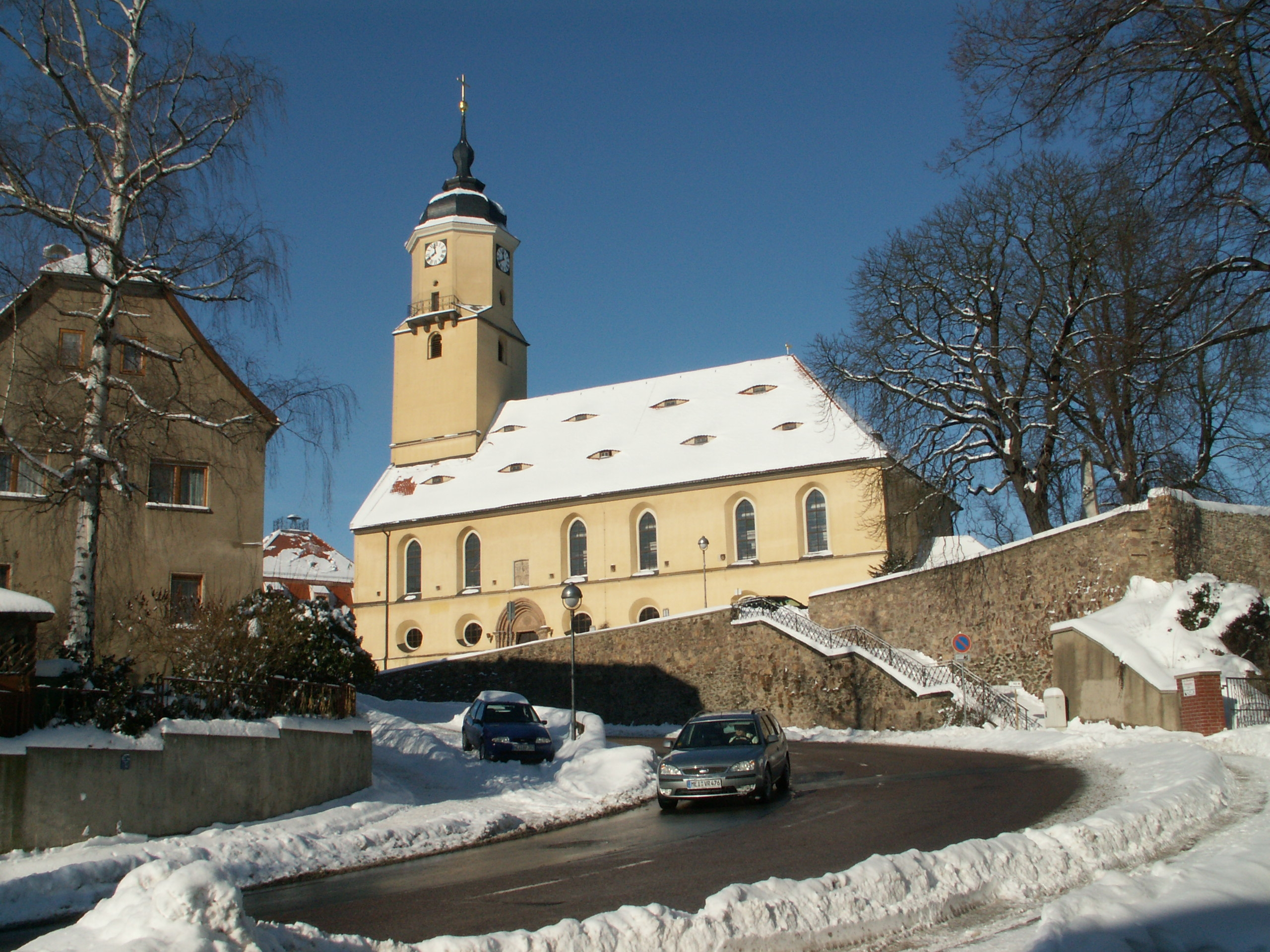
Stadtkirche Nossen

Die evangelische Stadtkirche Nossen ist eine barocke Emporenhalle in Nossen im Landkreis Meißen in Sachsen. Sie gehört zur Kirchengemeinde Nossen im Kirchenbezirk Meißen der Evangelisch-Lutherischen Landeskirche Sachsens und enthält mit den Portalen wertvolle romanische Kunstwerke aus dem Kloster Altzella.

## Geschichte

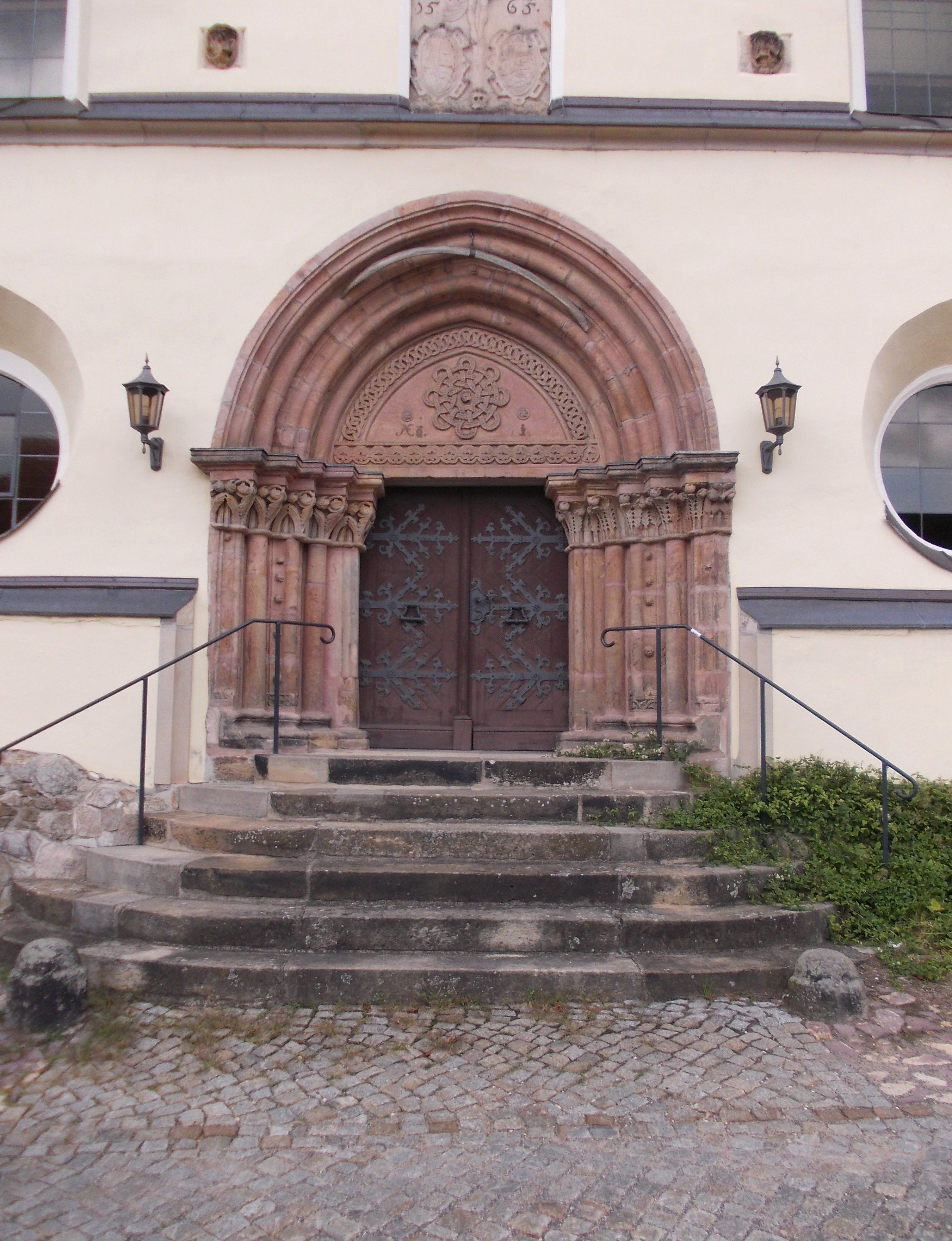
Südportal

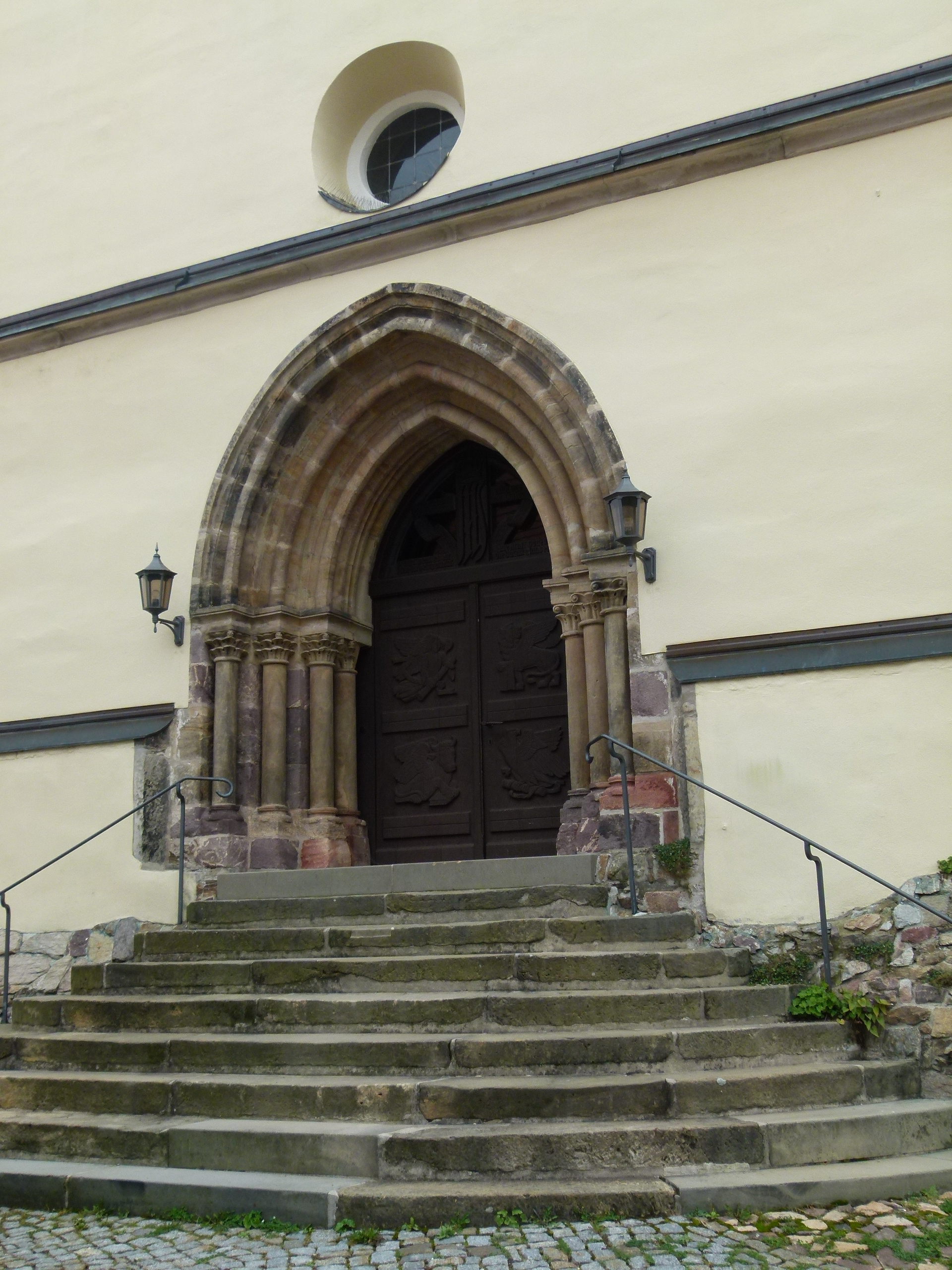
Westportal

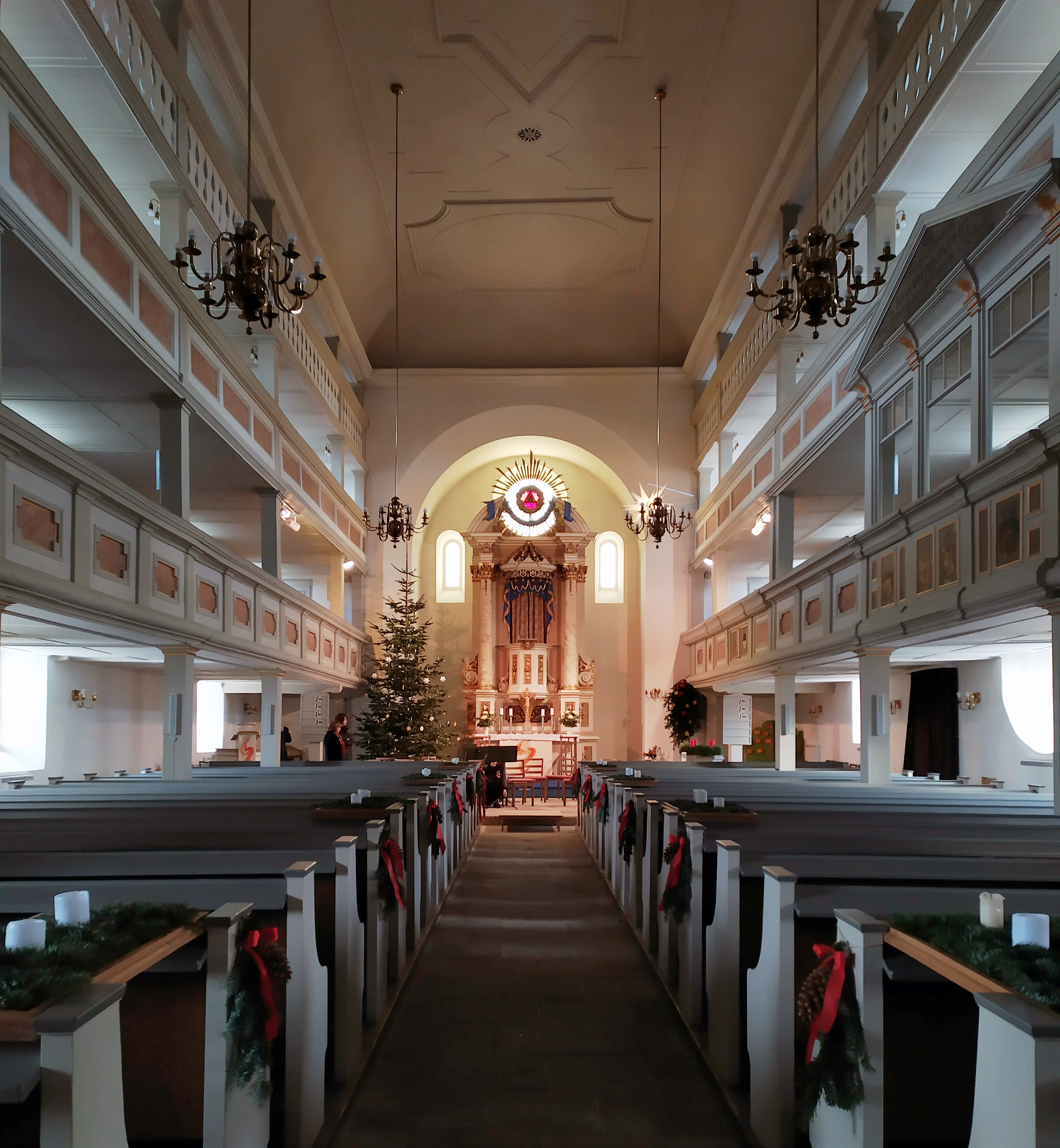
Innenansicht

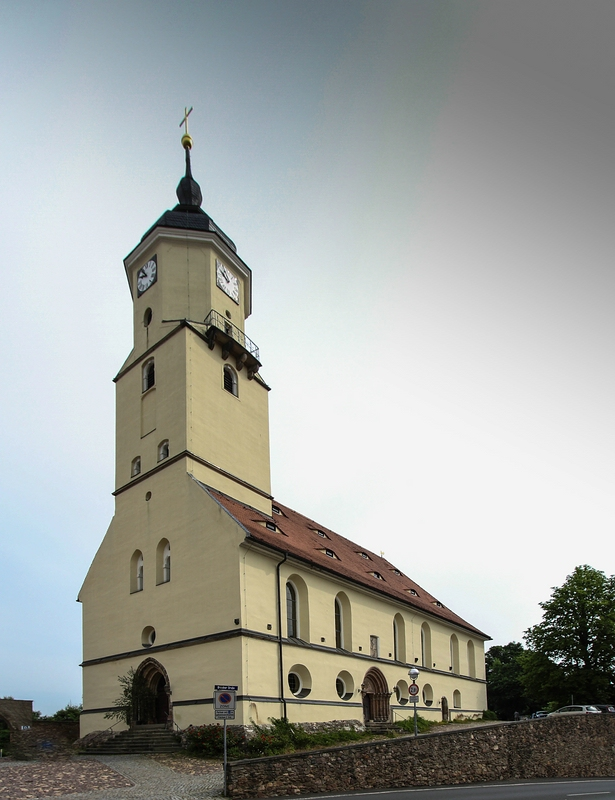
Südwestansicht

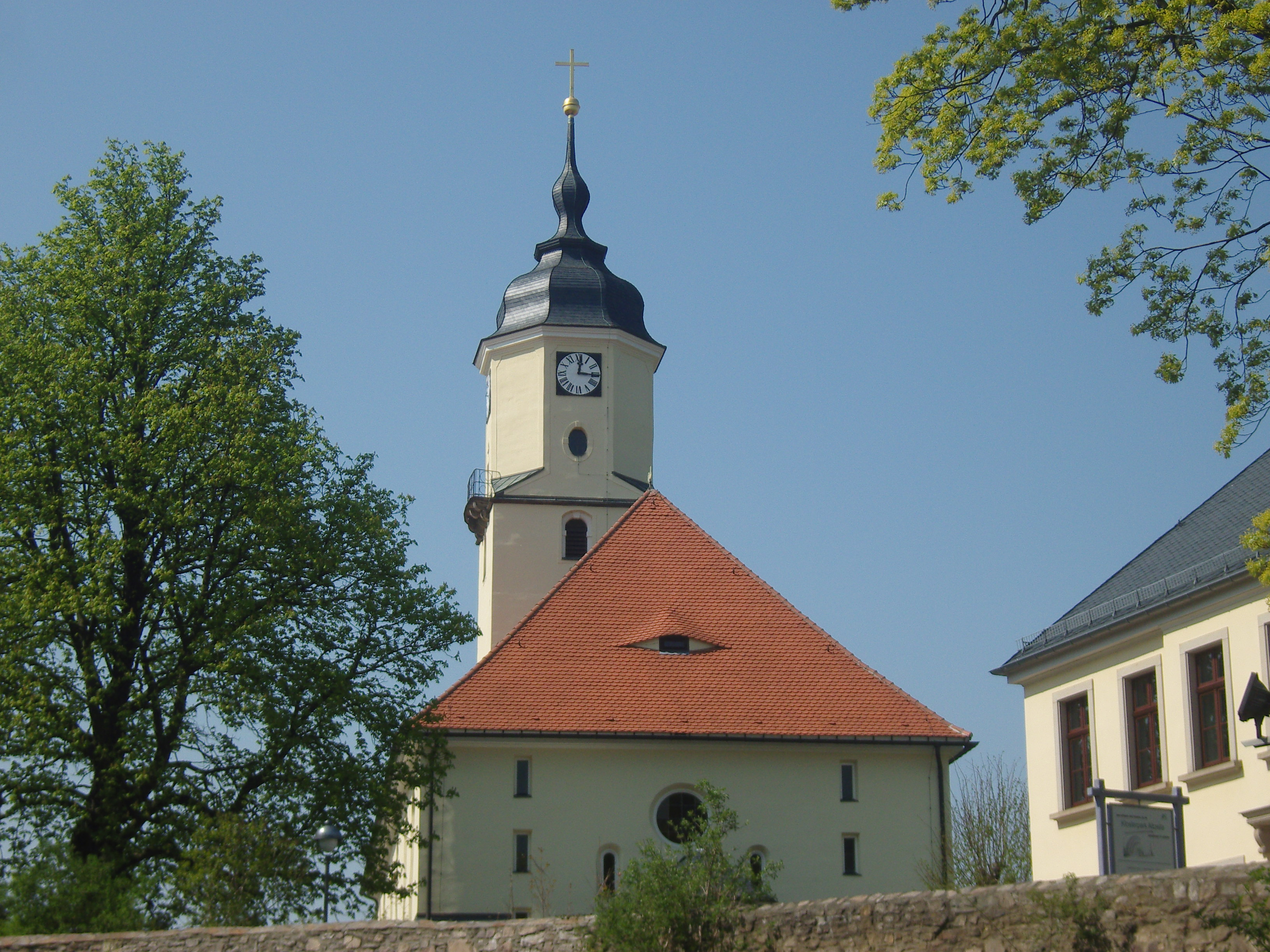
Ansicht von Osten

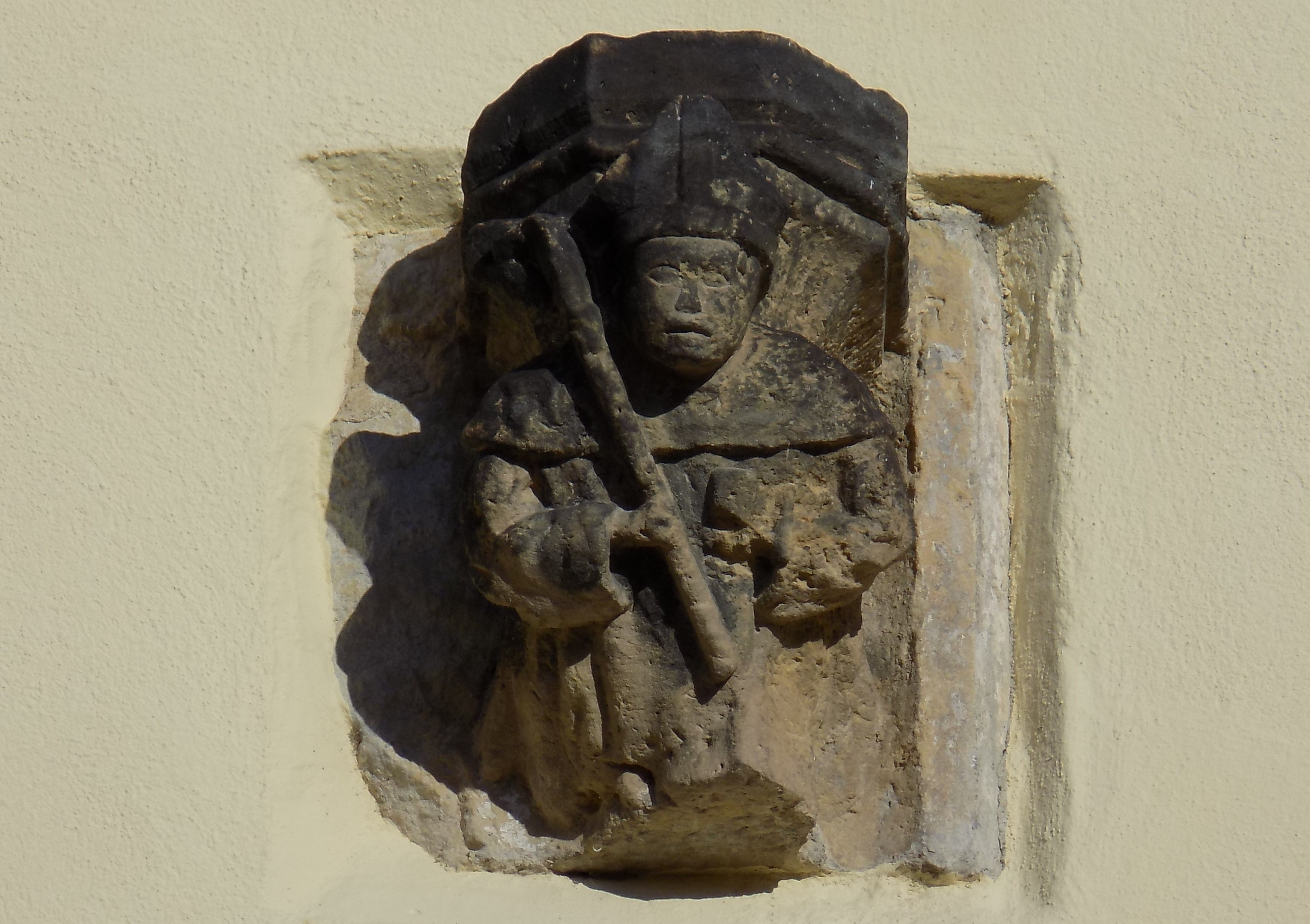
Konsole aus dem Kloster Altzella

Die Stadtkirche ist die älteste Kirche des Ortes und wurde erstmals 1254 erwähnt. Sie wurde 1540 bei einem Stadtbrand zerstört. Für den 1565 durch Andreas Lorentz begonnenen Neubau schenkte Kurfürst August 1563 zwei spätromanische Portale aus dem 1540 säkularisierten Kloster Altzella, die als West- und Südportal verwendet wurden; ein weiteres, 1563 übernommenes spätgotisches Portal wurde 1719 im Ostteil der Südfassade eingebaut. Bei weiteren Bränden in den Jahren 1577 und 1680 wurde die Kirche erneut beschädigt. Nach dem Brand von 1719 blieben nur die Umfassungsmauern sowie der Turmunterbau von 1565 und der Turmaufbau von 1680 erhalten. Der Wiederaufbau als eine nach Osten erweiterte Saalkirche wurde unter der Aufsicht des Oberlandbauamts bis 1722 abgeschlossen; daran beteiligten sich auch die Patronatsherren des Ritterguts Augustusberg.
Die städtebauliche Bedeutung der Kirche entstand bereits bei der Erbauung 1565 durch die Stellung als Mittlerin zwischen Stadt und Schloss und wurde durch den Neubau 1722 hervorgehoben. Änderungen am Außenbau und eine Innenrestaurierung erfolgten 1933/1934, eine Gesamtrestaurierung 1964/1965 und eine Außenrestaurierung 1991–1995. Weitere kleinere Instandsetzungen und Arbeiten an der Ausstattung erfolgten in den Jahren 2008–2012.

## Architektur
Die Kirche ist als verputztes Bauwerk aus Bruch- und Backsteinmauerwerk ausgeführt, das teils von den 1565 abgetragenen Gebäuden des Klosters Altzella stammt.
Die Saalkirche mit gerade geschlossenem Chor stammt im westlichen Teil von 1565, der östliche wurde 1719–1722 angebaut. Ein abgewalmtes Satteldach mit Fledermausgauben schließt das Bauwerk ab. An der Ostseite ist die Sakristei angebaut, die 1933/1934 umgestaltet wurde.
An der auch als Blickfang vom Markt dominierenden südlichen und westlichen Turmfassade befinden sich die beiden großen Eingangsportale. Das spätromanische Südportal aus Grillenburger Sandstein aus der Zeit um 1220/1230 befand sich ursprünglich im Kreuzgang des Klosters Altzella als Eingangsportal des Sommerrefektoriums. Am Portalgewände wechseln Dreiviertelsäulen mit profilierten Pfosten in gestufter Abfolge, die ersteren sind mit sogenannten Schellen verziert. Die Archivoltenprofile entsprechen der Gewändestruktur, sind leicht spitzbogig geschlossen und umfassen ein ebensolches Tympanon. In den Archivolten ist eine Rippe eines Wals angebracht, die 2012 restauriert und durch eine Kopie ersetzt wurde. Die Reihe der Kapitelle am rechten Gewände sind mit langstieligen gezackten Blättern verziert; das jeweils mittlere stößt an eine darüber liegende Knospe, die sich aus einer Palmette entwickelt. Demgegenüber ist die linke Reihe mit Blattformen verziert, die aus Bündeln von Stängeln hervorgehen und unter der Kämpferplatte eingerollt oder unter ihren Ecken nach unten geneigt und dabei voll entfaltet sind. Im gerahmten Tympanon ist ein ringförmiges Flechtbandornament mit acht regelmäßig ausgreifenden Schleifen angeordnet, der Rahmen ist mit einem Zopf- und einem Ringfries verziert. Derartige Ornamente wurden im Mittelalter als magischer Abwehrzauber vorzugsweise an Türen und Fenstern angebracht. Am Portal sind zahlreiche, in die Werksteine als Hilfe für die Wiederversetzung eingehauene Zahlen zu finden. Über dem Portal ist ein Reliefstein mit der Jahreszahl 1565 angebracht, mit Darstellung des Gekreuzigten und kurfürstlichem Allianzwappen, davor führt eine sechsstufige Freitreppe aus Sandstein zum Eingang.
Das spätromanische Westportal, zu dem neun Stufen hinaufführen, ist in Sandstein und violettem Porphyr ausgeführt und stammt aus der Zeit um 1220/1230. Es bildete ehemals den Eingang vom Kreuzgang zum Kapitelsaal. Die Gewände dieses Stufenportals sind mit je vier Säulen mit Blattkapitellen und Kämpfern versehen, darüber sind spitzbogige Archivolten ohne Tympanon angeordnet.
Am östlichen Teil der Südfassade ist ein einfacheres, spätgotisches Sandsteinportal eingebaut. Über dem Kaffgesims sind acht spätromanische Figurenkonsolen eingemauert, welche gleichfalls aus Altzella, vermutlich aus der Allerheiligenkapelle, stammen, wo sie als Gewölbeanfänger dienten.
Die Fenster sind zweireihig angeordnet, die unteren kleinen kreisförmigen der Südseite stammen von 1934, die oberen sind spitzbogig aus den Jahren 1565 und 1722; ihre Fensterbänke sind in das umlaufende Kaffgesims einbezogen. Der im Grundriss quadratische Turm ist in die Westseite der Kirche eingestellt und mit Sockel- und Kaffgesimsen versehen. Das Obergeschoss geht in ein Achteck über und schließt mit einem verschieferten Helm ab.
Der Innenraum ist in drei Schiffe unterteilt. Das Mittelschiff ist mit einer Spiegeldecke abgeschlossen, der Rahmenstuck der Decke stammt von 1934. Die flachgedeckten Seitenschiffe sind mit drei Etagen Emporen ausgestattet, die untere aus der Zeit 1722, die oberen stammen aus dem 19. Jahrhundert. An der Südseite ist die leicht aus der Flucht der unteren Empore vortretende, übergiebelte und verglaste Herrschaftsloge mit Inschrift im Giebel angebracht, die an den Patronatsherren Hans Adolph von Haugwitz († 1714) erinnert. Mit den auf Blechschilden gemalten Wappen auf der Brüstung wird auf die von Klengel, von Haugwitz und von Ronow und Bieberstein verwiesen, an den Emporen ist auch das kurfürstliche Wappen und das der Stadt Nossen an der Ratsempore zu finden. Die ausschwingende Orgelempore ist mit Balusterbrüstung versehen. Der Ostschluss aus dem Jahr 1934 ist mit einer großen rundbogigen Altarnische, einem kreisrunden Fenster über dem Sprenggiebel des Altars und je einem kleinen Rundbogenfenster an seinen Seiten gestaltet.

## Ausstattung

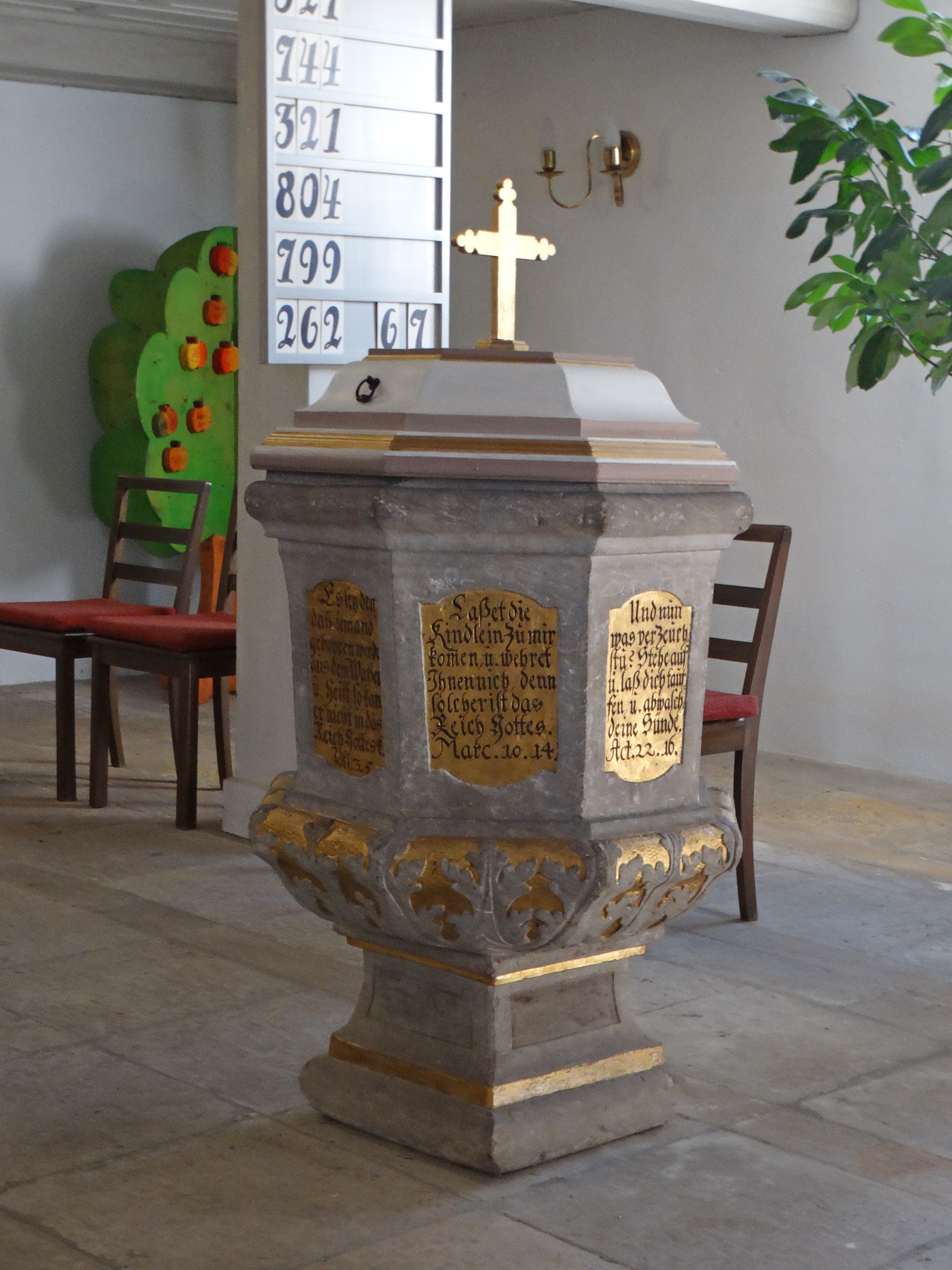
Barocker Taufstein von 1723

Der Kanzelaltar stammt aus dem Jahr 1732 und steht auf einer spätgotischen Mensa. Der schlanke Aufbau aus Holz ist grau und marmoriert gefasst, der Ornamentdekor vergoldet und mit einem korinthischen Säulenpaar auf Postamenten versehen, die nachgeordneten Pilaster sind mit seitlichen ornamentverzierten Volutenanläufen versehen, der obere Abschluss des Altaraufbaus mit Giebelstücken, dazwischen befindet sich eine vergoldete Gloriole. Der Kanzelkorb tritt achteckig vor, sein Zugang von hinten ist durch eine geschnitzte Draperie betont, sein reich geschnitzter Schalldeckel mit Lambrequins. Der Taufstein von 1723 ist aus Sandstein in wuchtiger barocker Achteckform gestaltet, an den Wandungen befinden sich aufgemalte Bibelsprüche und die Stifterinschrift.
Der Orgelprospekt des Spätrokoko stammt vermutlich von 1796, ist weiß und gold gefasst und wurde seitlich beim Neubau 1934 durch Eule Orgelbau Bautzen erweitert. Seitlich des Prospekts ist je ein rundes Leinwandbild aus dem 19. Jahrhundert im Goldrahmen mit Darstellung der Geburt Christi und des zwölfjährigen Christus im Tempel von Wilhelm Walther angebracht. Die heutige Orgel von 1934 ist mit 30 Registern auf drei Manualen und Pedal versehen.

## Geläut
Im März 2005 wurden bei der Glockengießerei Bachert, Karlsruhe drei neue Bronzeglocken gegossen, die am 18. Juni 2006 mit einem großen Fest geweiht und am 20. Juni aufgezogen worden sind. Seit der Inbetriebnahme am 3. Juli 2006 hat die Kirchgemeinde Nossen wieder ein vollständiges und klangschönes Bronzegeläut.
Der Glockenstuhl ist aus Eichenholz wie auch die Glockenjoche und wurde 2005 erneuert.
Im Folgenden eine Datenübersicht des Geläutes:
| Nr. | Gussdatum | Gießer                     | Material | Durchmesser | Masse   | Schlagton |
| --- | --------- | -------------------------- | -------- | ----------- | ------- | --------- |
| 1   | 2005      | Glockengießerei A. Bachert | Bronze   | 1252 mm     | 1196 kg | e′        |
| 2   | 2005      | Glockengießerei A. Bachert | Bronze   | 1088 mm     | 880 kg  | g′        |
| 3   | 2005      | Glockengießerei A. Bachert | Bronze   | 877 mm      | 450 kg  | h′        |